# Moraxella catarrhalis
Espèce
Moraxella catarrhalis (anciennement appelée Branhamella catarrhalis, du nom de la microbiologiste américaine Sara Elizabeth Branham) est un diplococcobacille non mobile, aérobie à gram négatif et positif à l'oxydase qui peut causer des infections du système respiratoire (surtout sur terrains particuliers : surinfection de BPCO ou chez les fumeurs), de l'oreille moyenne, de l'œil, du système nerveux central et des articulations. Il infecte les cellules de l'hôte grâce au Trimeric autotransporter adhesin.

## Description
Elle a été décrite pour la première fois en 1896 par Frosch et Kolle.

## Sources
1. 1 2  « Branhamella catarrhalis »

- (en) Cet article est partiellement ou en totalité issu de l’article de Wikipédia en anglais intitulé « Moraxella catarrhalis » (voir la liste des auteurs).